# Puente de Puente del Congosto
El puente de Puente del Congosto es un puente fortificado de origen medieval sobre el río Tormes de la localidad de Puente del Congosto, provincia de Salamanca, Castilla y León, España. Fue declarado bien de interés cultural el 7 de octubre de 2019, junto al castillo de los Dávila de la localidad.

## Historia
Situado al norte del casco urbano, fue construido en los siglos XII y XIII, en fábrica de sillares y mampostería muy similar a la del castillo y cimentado sobre el lecho granítico del río Tormes.
Manuel Gómez-Moreno en su Catálogo monumental de la provincia de Salamanca señala: 

Una provisión de los Reyes Católicos en el año 1500 (Llaguno, I, 118), ordena construir el puente y de entonces, en efecto, parece ser el que se conserva, cimentado sobre la roca de granito, con hondos y caprichosos socavones que forma el fondo del río y compuesto por trece arcos, con tajamares contra la corriente. Quedan vestigios de torre defensiva sobre la primera pila de la margen izquierda así como también de una puerta lateral de otra torre en su extremidad del mismo lado. Delante del puente, al poco trecho, surge un castillo, poco más o menos coetáneo. Es probable que el señor de Puente del Congosto, en el siglo XVI tuviese derecho a cobrar peaje del tráfico que cruzaba el puente.

## Descripción
Es paso de la Cañada Real Soriana Occidental y conserva restos de fortificación en el lado del castillo y sobre uno de los arcos del oeste, donde se conservan restos en ruina de una torre que posiblemente cerraba el paso del puente por la noche, con objetivos fiscales y de defensa. Posiblemente el puente tuvo dos torres gemelas como era costumbre en la época y como se incluye en el escudo de la villa.
Orientado en dirección noreste-sureste, tiene un desarrollo de 120 metros de longitud por 4 metros de anchura, el arco central de mayor tamaño que el resto divide al puente en dos mitades asimétricas, la mitad oeste que arranca a los pies del castillo está constituida por cinco arcos de igual tamaño, quedando vestigios de una torre sobre el primer pilar de la margen izquierda y restos de la unión con el castillo a través de una puerta y otra torre y la mitad este, presenta seis arcos que disminuyen progresivamente y su superficie está inclinada. Los tajamares están contracorriente del lado sur y los parapetos están rematados con albardillas.